# Rabdophaga rosacea
Rabdophaga rosacea är en tvåvingeart som först beskrevs av Ephraim Porter Felt 1908.  Rabdophaga rosacea ingår i släktet Rabdophaga och familjen gallmyggor.
Artens utbredningsområde är Manitoba. Inga underarter finns listade i Catalogue of Life.